# 宝延寺
宝延寺(ほうえんじ)は岐阜県海津市平田町蛇池にある千手観音を本尊とする浄土宗の寺院で、山号は護国山。岐阜県最古の宝篋印塔が所在する西美濃三十三霊場28番札所である。
創建年不詳、開基不明。江戸時代には存在していたが、明治に入り廃絶した。昭和15年(1940年)、高山大雄寺の坊院である栄寿庵を当地に移し、護国山宝延寺とした。平成30年(2017年)現在は無住となり、地元の住民により護持されている。
本尊の千手観音菩薩は谷汲山華厳寺の分身と伝わる(ただし、谷汲華厳寺の本尊は十一面観音である。)。また、寺の境内には蛇池増幅寺という寺の境内に祀られていた宝篋印塔が、洪水に伴う寺の廃絶によって移されている。この宝篋印塔は源頼光の墓という伝承を持つ正安2年(1300年)の銘がある岐阜県最古の宝篋印塔であり、岐阜県の文化財に指定されている。